# Хар Браха
Хар Браха (Планина от благословия)(на иврит: "הר ברכה") е израелско селище, разположено на южния бряг на планината Гаризим на височина 870 метра (2850 фута) над морското равнище в планината Самария, близо до палестинския град Наблус. Хар Браха е наречен на една от двете планини, споменати в книгата Второзаконие, на която половината от дванадесетте израилеви племена се изкачват, за да благословят. Селището е организирано като общностно селище и се намира в юрисдикцията на регионалния съвет Шомрон. През 2021 г. има 3062 жители.
Хар Браха е основан на 17 ноември 1982 г. През 1987 г. пристига група ортодоксални семейства, които основават селището. След създаването на селището равин Елиезер Маламед е назначен за равин на селището, автор на поредицата книги за халаха "Перли на халаха".
В селището има начално училище за момчета и начално училище за момичета, религиозна гимназия за момчета и религиозна гимназия за момичета, както и ешива. 
През 2011 г. голяма група евангелски християни идват да помагат при гроздобера в лозята около селището по инициатива и с одобрението на равин Маламед и оттогава живеят в западния хълм на селището.
След като са построени няколкостотин частни къщи в Хар Браха, жителите на селището решават да започнат строежа на четириетажни, пететажни и шестетажни сгради. Това решение е взето, за да се намалят цените на жилищата и да се даде възможност на младите двойки да купят къщи в селото. В рамките на строителството в Хар Браха са построени също училище за момчета и училище за момичета, както и единадесет детски градини.